# Marsdenia calesiana
Marsdenia calesiana är en oleanderväxtart som beskrevs av Robert Wight. Marsdenia calesiana ingår i släktet Marsdenia och familjen oleanderväxter. Inga underarter finns listade i Catalogue of Life.